# Analakely
Analakely est le chef-lieu du Ier arrondissement d'Antananarivo et quartier central de la capitale de Madagascar.

## Description
ANALAKELY
Au centre de la ville d’Antananarivo, se trouve l’avenue de l’indépendance, qui s’appelle aussi Analakely et qui signifie littéralement « petite forêt », elle regroupe la majorité des commerces de la capitale. Ce lieu avait marqué le jour de l’indépendance de Madagascar, du 26 juin 1960. Ce statut qui appartient à ce pays a généré un tas d’histoires éminentes de l’Etat gasy durant les années qui suivent jusqu’aujourd’hui. Mais l’histoire ineffaçable d’Analakely ne cesse de s’accroitre chaque année, ainsi ce lieu devient un symbole et en même temps un levier culturel d’Antananarivo qui affecte le groupe social unique d'une couleur purement Gasy. 
Analakely est un centre du développement urbain. Il est évidement un repère de fluctuation des opérations publiques et commerciales. Il y trouve même l'Hôtel de la ville étant le bureau central de la commune d'Antananarivo. Analakely représente tant de signes de développement soit à travers des édifices soit à travers des activités culturelles ou communales ou professionnelles. Mais sans oublier ce lieu des multi-formes de mouvements populaires pour les mises en places gouvernementales. 

Les monuments de la ville
A Analakely, il y a deux rangées d’architectures à trois étages qui étaient construites longitudinalement. Ces deux grands édifices au style européen de 16ème siècle s'éloigne d'une distance de 100mètres , puis s'allongent d’1 km de distance en suivant deux grandes voies routières principales au milieu, jusqu’à ce que la gare centrale les reçoive.  Ces deux routes principales sont séparées enfin par un joli jardin central. Cet ensemble d'agencement monumental représente les empreintes de chaque règne successive depuis le 18ème siècle. 
Les activités plus ou moins professionnelles occupent les immeubles, comme la commerce, la restauration, les boutiques de tout genre, l’opération administrative et publique. Toutefois, la vue extérieur d’ Analakely est un endroit de beauté, grâce à une amélioration de jardin depuis 2021.
La ville est très compacte. Car chaque jour, sur le long du parking d’Analakely se resserrent des vendeurs musards ou sédentaires, des voitures et des piétons de toutes les classifications sociales. Dans les arcades abritent des boutiques entassant les fans de shopping du lundi au samedi. Tous les accessoires domestiques y occupent une place importante, et parfois même leur agencement déborde visiblement jusqu’à l’extérieur. Il existe néanmoins des espaces plus luxueuses entremêlées parmi les boutiques réfugiant dans ces arcades de deux grands édifices. Tandis que les autres trouvent leur place convenable dans les boutiques de la gare, au fond d’Analakely. 

Ses limites sont : au nord, le quartier Antohomadinika ; au sud le quartier Ambatovinaky ; à l'est, il jouxte le quartier d'Ampandrana ; et à l'ouest, avec Andohatapenaka I.
Analakely abrite entre-autres, le marché d'Analakely, l'Hotel de Ville d'Antananarivo et le centre communautaire d'Analakely. Il est traversé par l'avenue de l'Indépendance et par la route nationale 7.  

## Histoire et culture moderne
HISTOIRE :
Au début du XXe siècle, l'administration coloniale française prend la décision d'assécher une vingtaine d’hectares de marais et de rizières au pied de la ville haute pour créer le quartier d'Analakely. Ces travaux de création de la ville basse, comprennent, entre-autres, la construction de l’avenue Fallières, des escaliers d'Analakely et de la gare de Soarano.

CULTURE MODERNE :
La ville demeure bridée au risque de perdre l'originalité culturelle ?
C'est vrai que pour les autochtones et les autres nationalités de tout horizon, cette ville demeure  une fusion des mobilités. Alors ce centre fait naître chaque jour une tendance, une manière de vie sociétale, une relation conviviale.
La vie quotidienne gasy s’assimile à la tendance culturelle de la ville. En effet, à première vue, la population locale est soumise gratuitement à de différentes pressions des styles de vie occidentales, américains, asiatiques, africains. Du fait, on perçoit un style plus ou moins auxiliaire et mélangé avec celui de l’autrefois du paysage malagasy. Âlors, un nouveau style de vie s’exprime par ici et par là, autant verbal que visuel. Mais il faut dire que la culture générale de la ville, s’épanouit dans un sens dangereux car vit à côté de la pauvreté physique et mentale.
D’abord dans la vie quotidienne, la pauvreté culturelle s'explique par ces aborigènes qui sont parfois menés par l'impulsion désireux plus ou moins intelligente, qui ne cherchent qu'à éblouir sa journée présente, l'aujourd'hui, et ce avec des façons gratuites appelées « moramora » qui signifient "gagné avec une manière facile". Mais regrettablement sans attendre ni concevoir leurs réelles éducations et réflexions intelligentes, à voir même les protéger pour le reste de la vie. Certes une raison en est sûre, c'est la pression générée par plusieurs formes de pauvreté de ces aborigènes eux-mêmes. Malgré cela, les bonnes personnes instruites peuvent se sortir du lot.

Les mots usées déçoivent
Les mots usés qui forment la culture deviennent moins valorisants, et les expressions anciennes deviennent comme étant une simple récitation de poème enfantin sans pratique. Le vocabulaire quotidien devient une sorte de simplification de mots peu valorisante de manière à raccourcir les idées à exprimer. C'est tout simplement à cause du problème de temps et d'éducation littéraire. Mais le manque d'argent ne permet pas du temps libre, exige la force mentale et physique de sorte qu'on travaille très fort journalièrement et perd presque son temps du jour. Alors après, gagner très peu de revenu mais ce qui arrive, la moitié du temps du peuple est prise par la séance de détente là où on utilise encore des mots simplistes et symboliquement peu éducatifs qui rappellent des sens modernes piqués à travers les chansons d'actualités peu enrichissantes. Ce qui rappelle encore la façon "moramora" dans la pratique. Ainsi une telle culture communale évolue et envahit la capitale.
Ensuite dans plusieurs cas sociaux, des termes oraux ou des pensées qui souffrent d'un sort indiscrètement tristes, autrement dit attendent : la pitié ou la clémence dans une situation de souffrance, espèrent la chance divine de genre, le miracle de réussir beaucoup, mais finalement d'avoir peu d'argent, d'ici demain. L'état psychologique Gasy est formé par le manque d'argent et l'insuffisance d'avoir les nécessaires de bien vivre en tant qu'homme de droit. Mais ils doivent s'appliquer mathématiquement et sagement pour sortir du problème.

Les bons mots anciens
Aussi une autre cause de pauvreté, Analakely a diversifié une nouvelle manière de vivre en dehors de ce qu'on appelle autrefois : fihavanana malagasy, ce qui signifie sœurs et frères unis. Ainsi, le slogan ancestral social apparaît de moins en moins important en ce jour : Trano atsimo sy avaratra, izay tsy mahalena ialofana, ce qui signifie là où protégé doit refugier tout le monde. Et un autre ancienne locution important comme : Tao trano tsy efan'irery, ce qui signifie bâtir une maison n'est pas fait pour une seule personne. Les bonnes cultures anciennes étaient toujours une bonne manière de vivre pour esquiver la pauvreté, mais regrettablement ne se manifestent pas comme avant. Bien sûr, la vie Gasy d'une très belle ancienne culture s'éperde actuellement. Une telle divergence dominante c'est aussi à cause de l'accès libre à la culture multimédia internationale tel que l'internet. et de la liberté d'information non contrôlée par le responsable culturelle du pays.
En conséquence, on estime même que presque tout le monde devient cupide et par apparence, rares sont les gens en possession d'argents  et surtout même les responsables publiques qui ouvrent volontairement leurs portes à leurs compatriotes pauvres ayant une bonne volonté bienfaisante.
Ces évolutions d'inégalité de droits occasionnent progressivement un institut culturel plus dangereux. Et, il y a des millions d'habitants qui s'en souffrent actuellement. Avec toutes ces pressions psychologiques entremêlées au niveau social à cause de problème financier et éducatif, cette ville demeure bridée et égarée mentalement. Certes, la ville, nommée comme la capitale même de Madagascar perd une grande part de sa culture humaine, et pourrait engendrer une formation non-désirée de la future génération citoyenne. Regrettablement, cela s’applique aussi bien dans la culture sociale que dans l’économie financière, voire dans la vie quotidienne.

La solution culturelle, sociale et économique
Cherchons donc à inculquer une nouvelle éducation bienfaisante pour notre société gasy de toutes les races, pour combattre ce sort de mondialisation indésirable ! D'où un système d'éducation de "culture sociale" et "d'économie financière" à forte valeur stratégique. Ce qui doit être construit sur une norme de développement interactif national. Donc à qui est le premier devoir ? c'est à l'administration publique et sociale étant mené par le gouvernement bien sûr. S'enchaînent les volontés chaleureuses de toute une famille gasy qui aspirent le bonheur et la justice dans son propre pays. Avant tout, c'est une initiative d'un vrai leader avisé, sans cela, rien n'est promis. Mais qui sera bien ce leader et comment il établira ce système qui garantit et met en œuvre ses principes ? Une histoire à suivre ...

.

## Galerie

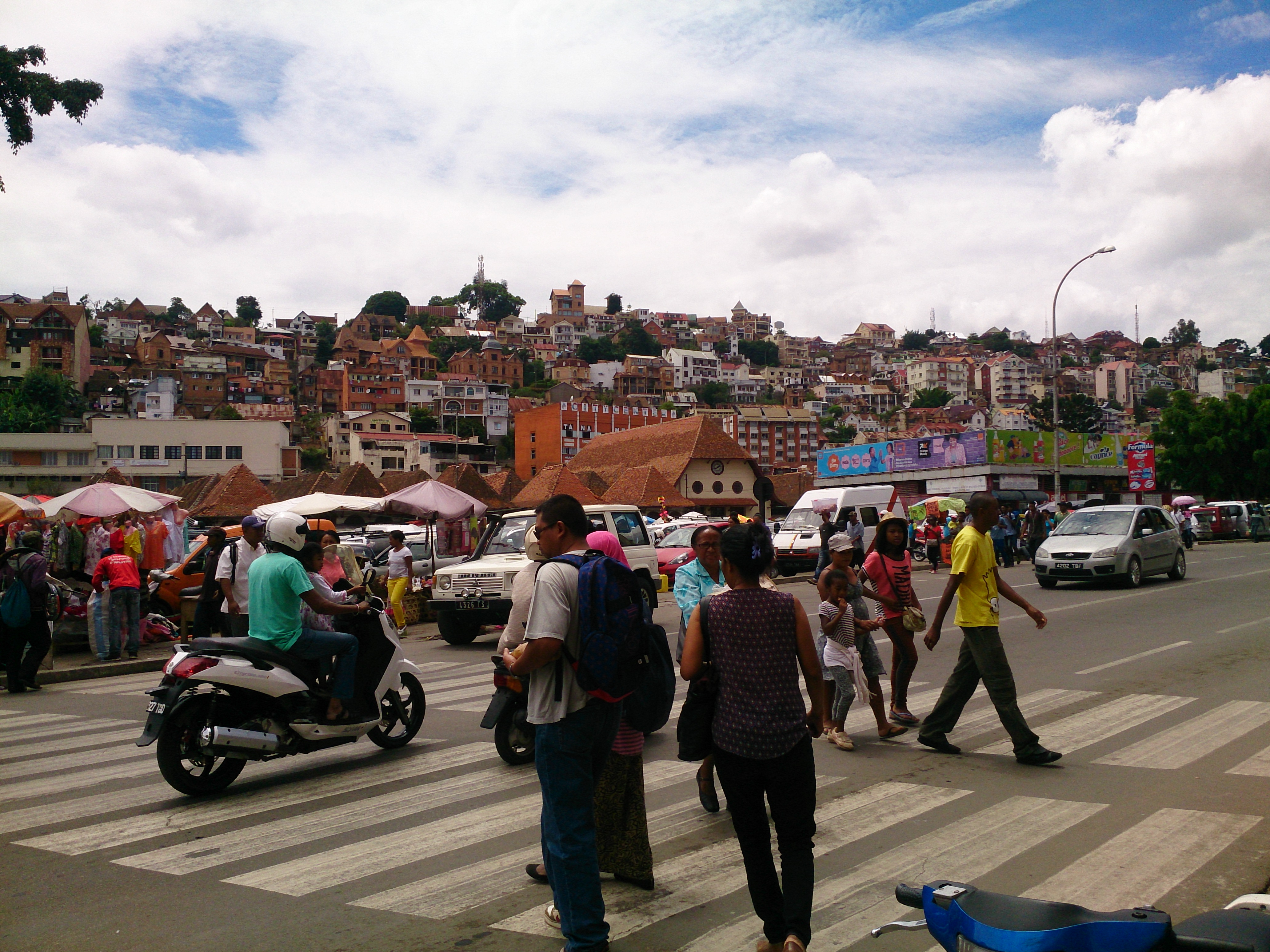
Analakely près de l'esplanade.
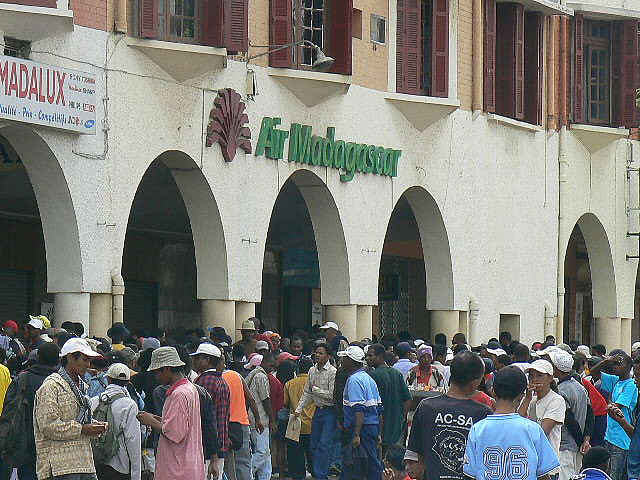
Bureaux d'Air Madagascar.
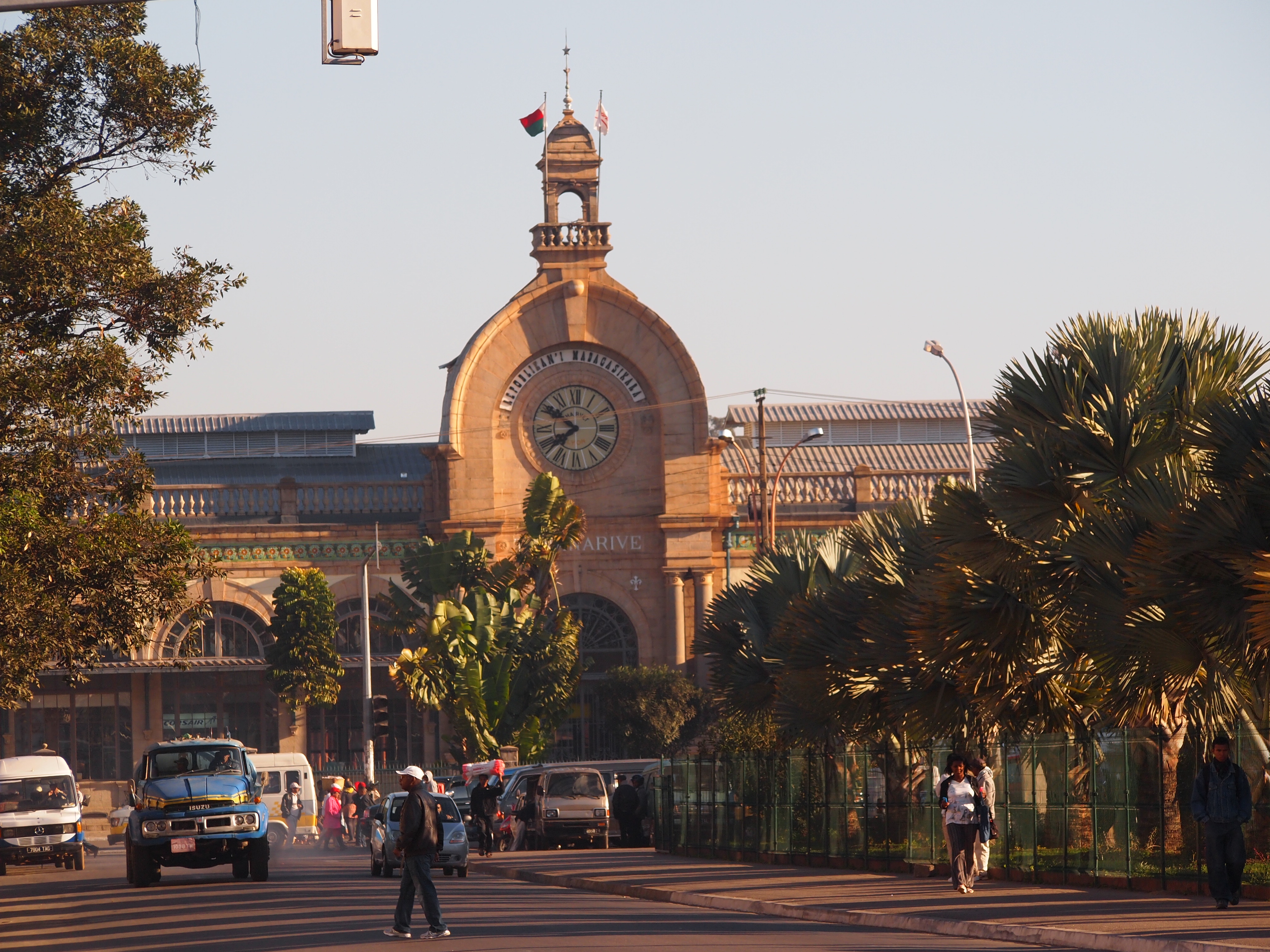
Gare de Soarano.
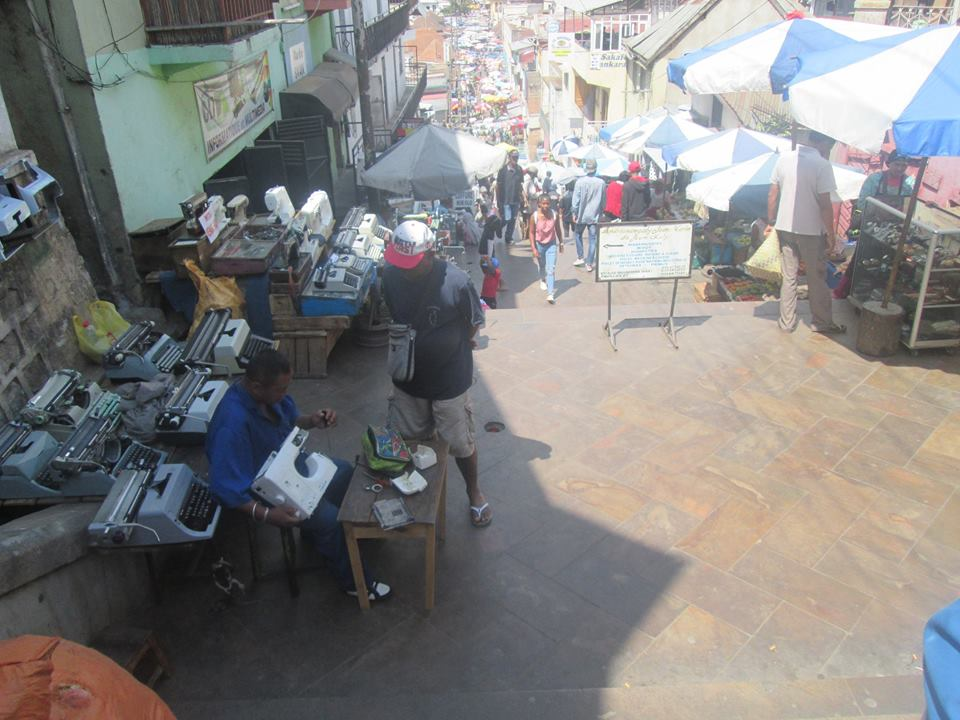
Des vendeurs du marché d'Analakely.
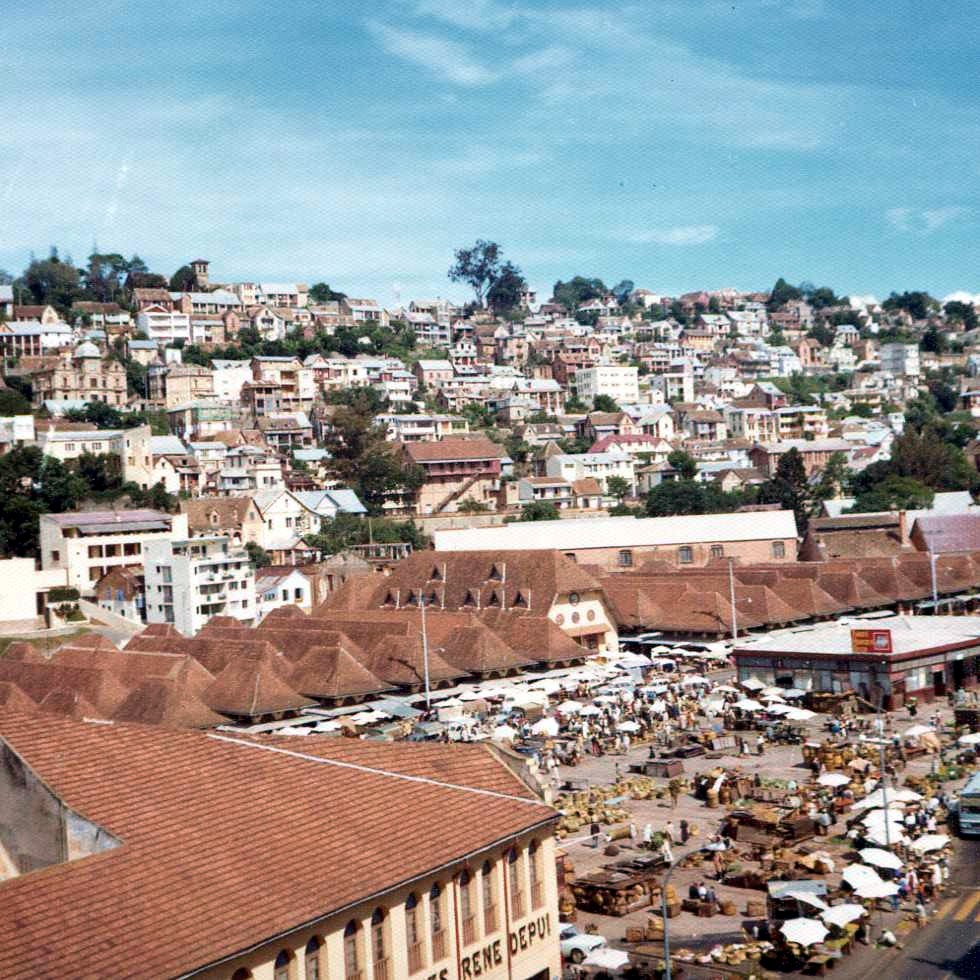
Zoma.
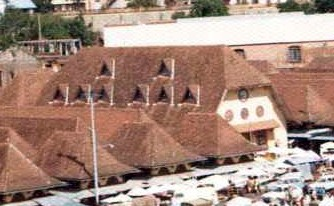
Centre communautaire Tranompokonolona.